# Trichocereus terscheckii
A Trichocereus terscheckii a szegfűvirágúak (Caryophyllales) rendjébe, ezen belül a kaktuszfélék (Cactaceae) családjába tartozó faj.

## Képek

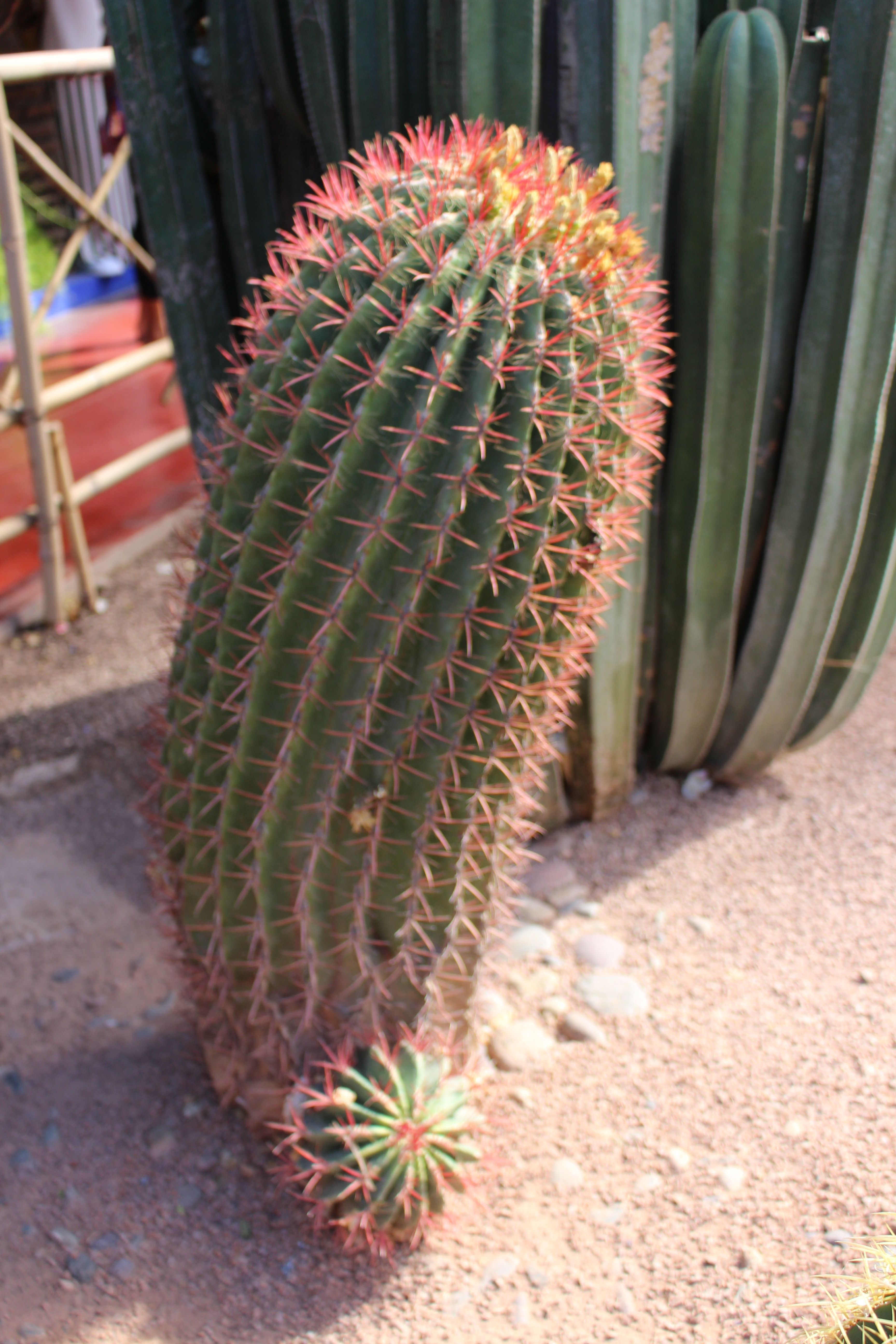
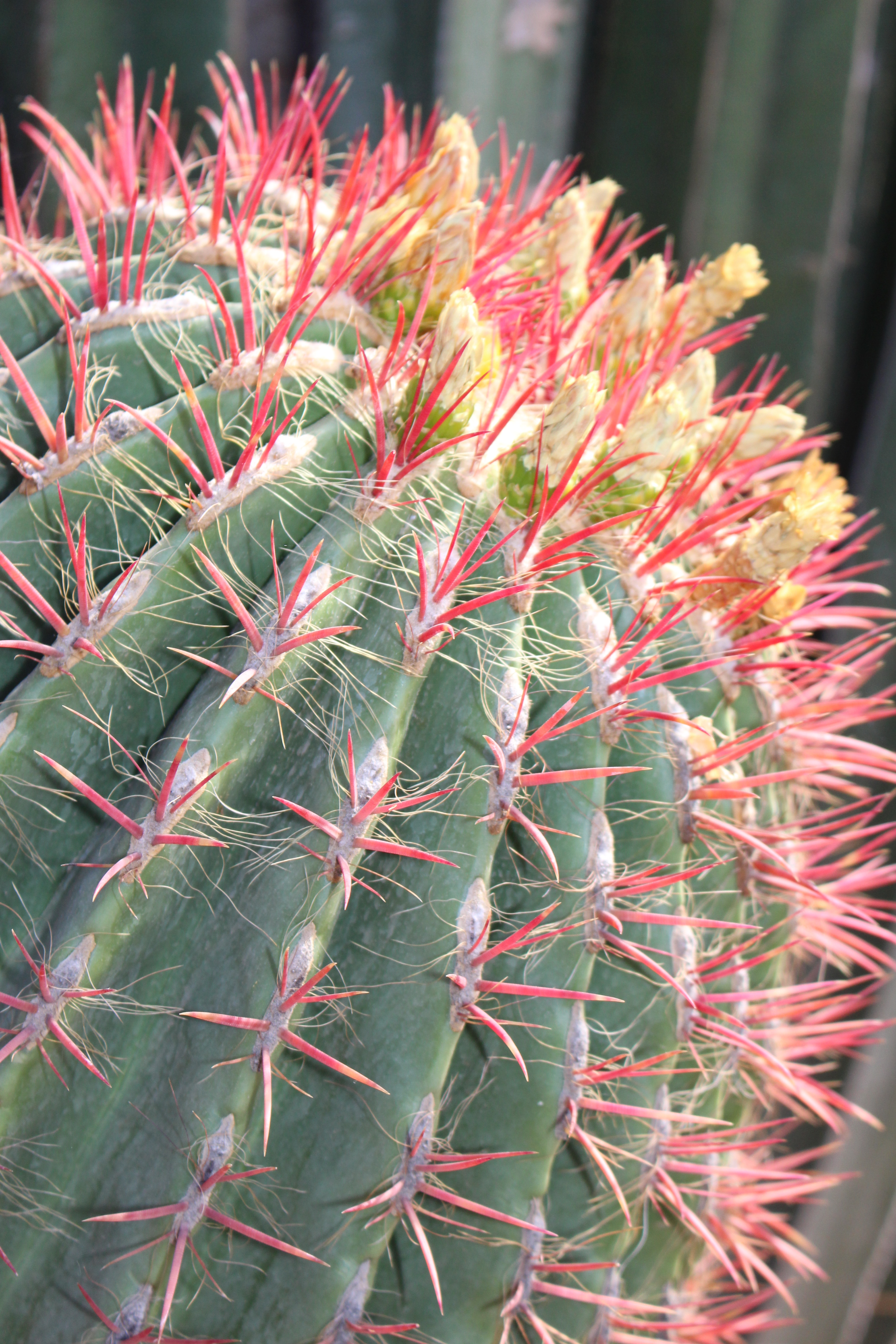
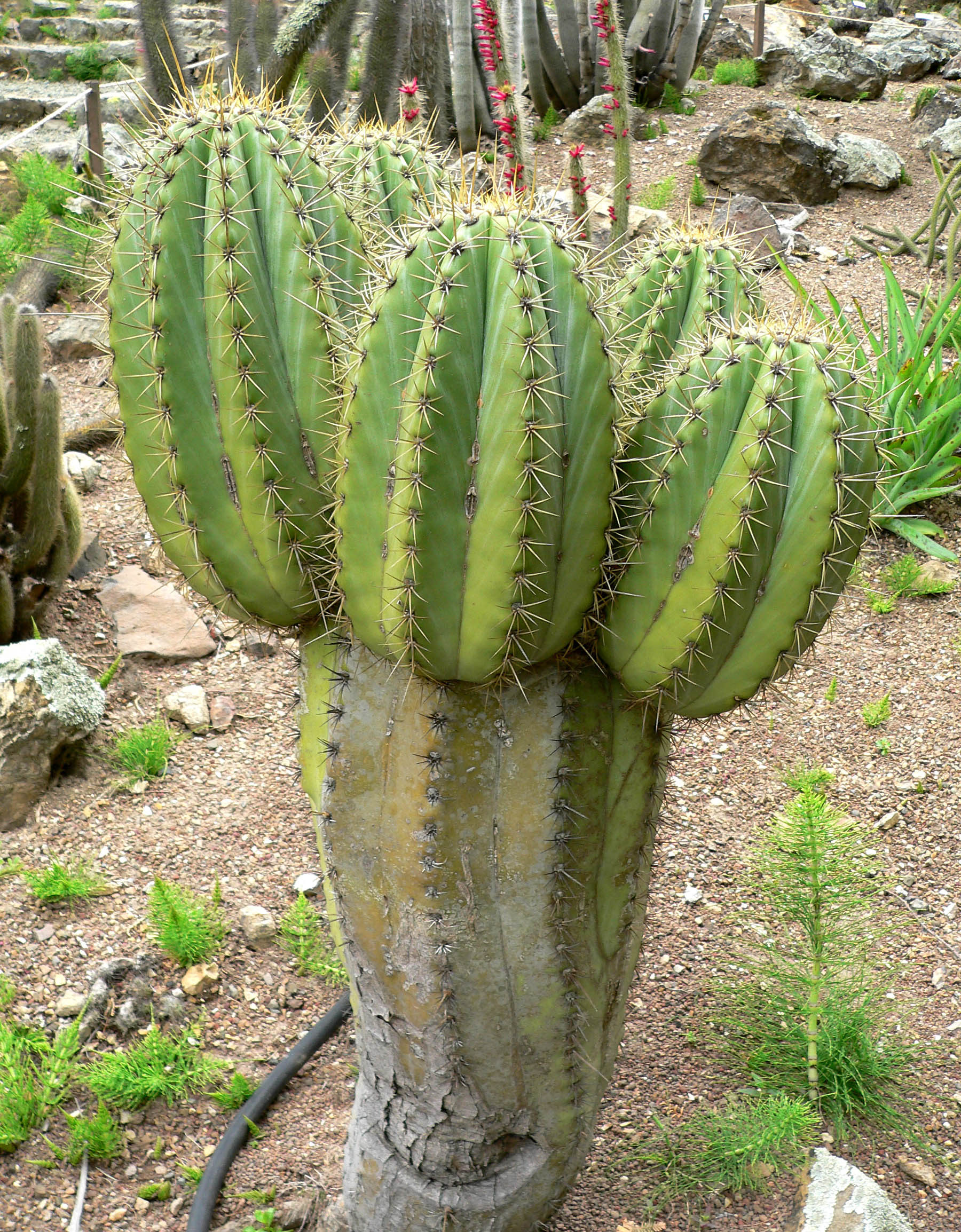
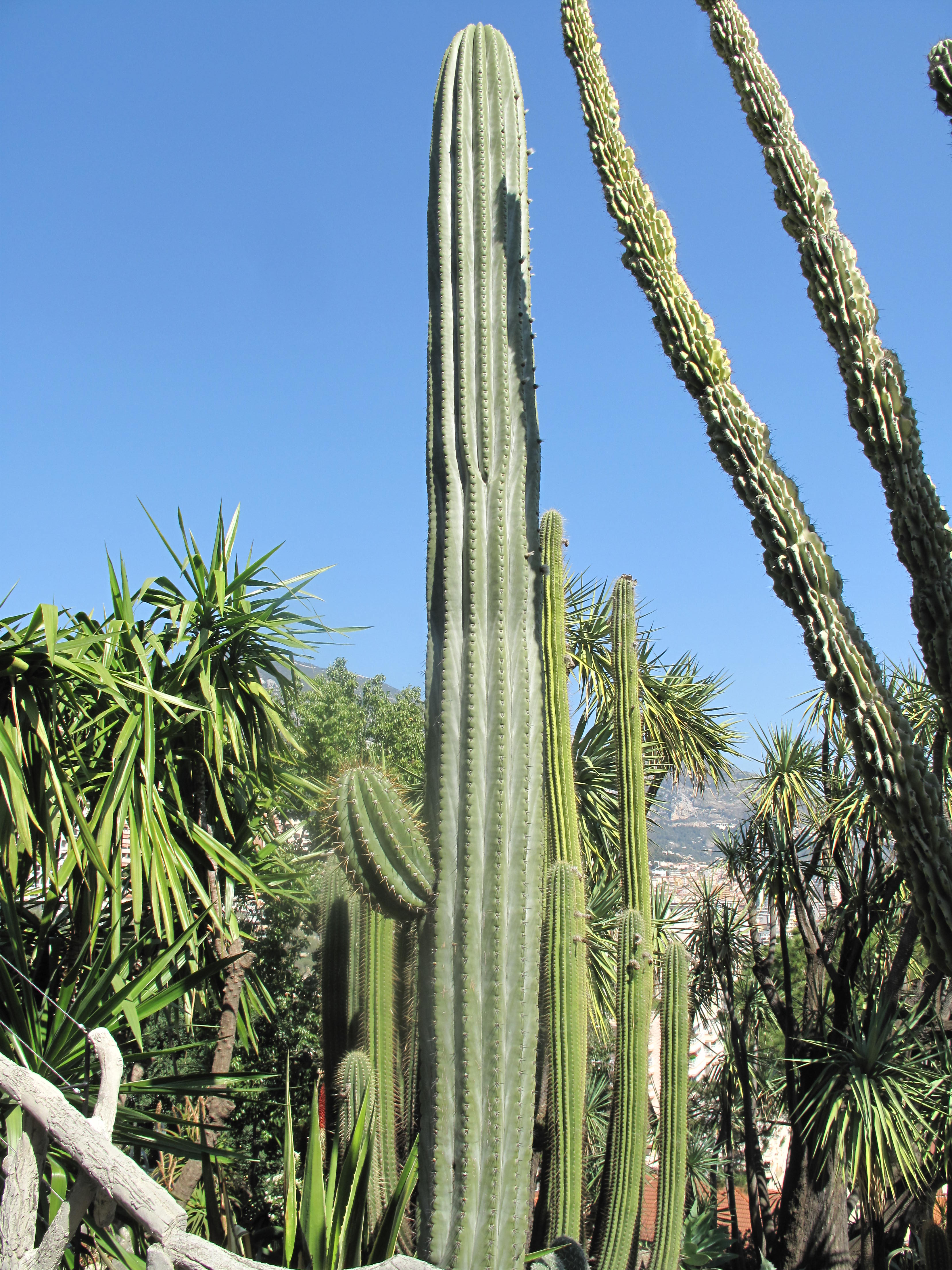
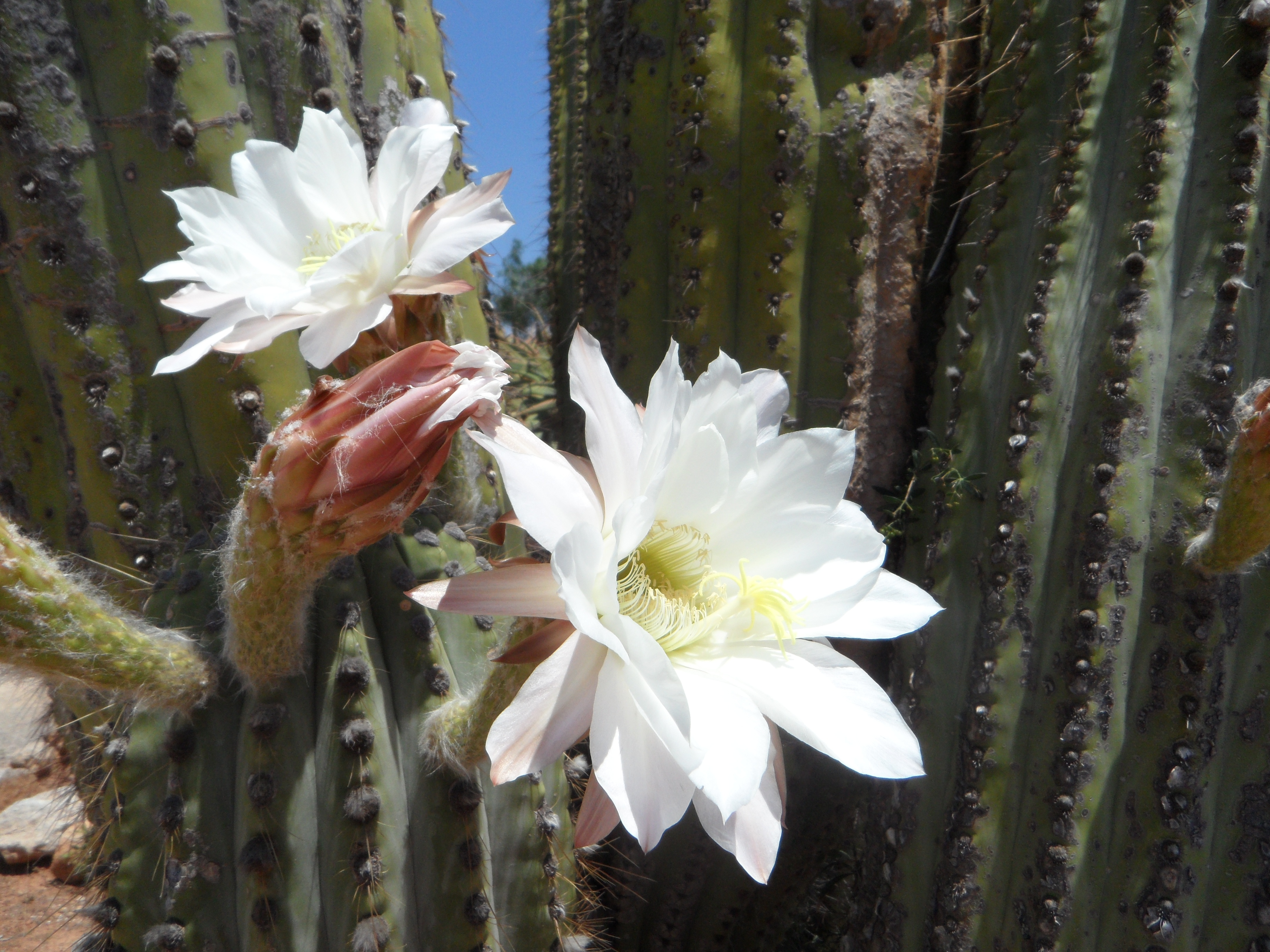

## Előfordulása
A Trichocereus terscheckii előfordulási területe a dél-amerikai Argentína északnyugati részén, valamint Bolíviában van.

## Megjelenése
Elágazó, oszlopos kaktuszfaj, amely elérheti a 7,6 méteres magasságot is. A legnagyobb ágai 25 centiméter átmérőjűek és 8-14 borda veszi körül. A barnás areolái körülbelül 2,5 centiméteresek; belőlük 8-15 darab, 8,3-10 centiméter hosszú, sárgás tüskék nőnek ki. A 20 centiméter hosszú és 13-15 centiméter széles, fehér virágai éjszaka nyílnak. A hosszúkásan kerek termése 1,3 centiméter átmérőjű; benne fekete, ovális 0,76 milliméteres magok ülnek.